# Teatro Manzoni (Mailand)

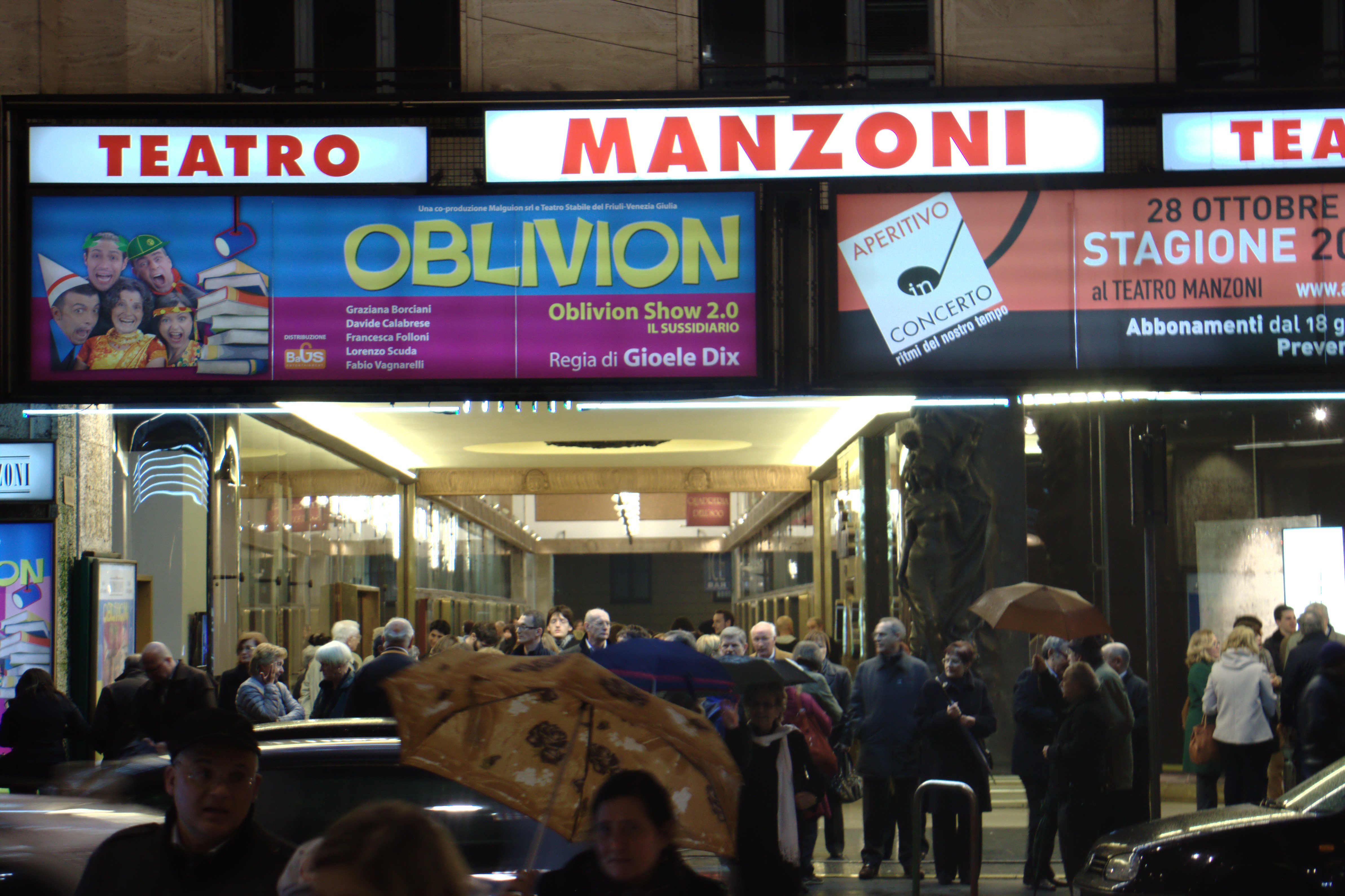
Das Teatro Manzoni (2013)

Das Teatro Manzoni ist ein Theater in der norditalienischen Stadt Mailand, das an der Via Manzoni liegt.
Es wurde 1870 eröffnet und hieß ursprünglich Teatro sociale di Milano, bevor es nach dem Tod von Alessandro Manzoni im Jahr 1873 umbenannt wurde. Es befand sich ursprünglich auf der Piazza San Fedele. Sein wachsender Ruf führte dazu, dass berühmte Schauspieler wie Eleonora Duse und Sarah Bernhardt dort auftraten. Im 20. Jahrhundert blieb es ein wichtiger Veranstaltungsort, bis es im August 1943 während des Zweiten Weltkriegs durch alliierte Bomben zerstört wurde.
Es galt als aufsehenerregend, dass die Frau Annina Capelt im Frack und weißen Handschuhen die Operette Le Coeur et la main im November 1895 dirigiert hat.
Das Theater übersiedelte 1950 an seinen heutigen Standort und wurde nach Plänen des Architekten Alziro Bergonzo umgebaut. Der erste Direktor des wiedereröffneten Theaters war Remigio Paone. Im Jahr 1978 wurde das Theater von Silvio Berlusconis Fininvest übernommen, wobei die künstlerische Leitung an Luigi Foscale überging.

## Ausgewählte Aufführungen
- Henry IV (1922) von Luigi Pirandello
- Assunta Spina (1927) von Salvatore Di Giacomo
- Die Herzogin von Padua (1942) von Oscar Wilde